# 信太山駅
信太山駅（しのだやまえき）は、大阪府和泉市池上町一丁目にある、西日本旅客鉄道（JR西日本）阪和線の駅である。駅番号はJR-R36。

## 歴史
- 1929年（昭和4年）7月18日：阪和電気鉄道の阪和天王寺駅（現在の天王寺駅） - 和泉府中駅間開業時に、同線の停留場として設置[1]。
- 1939年（昭和14年）下半期：ホーム延長、擁壁を石造化[2]。
- 1940年（昭和15年）12月1日：南海鉄道に吸収合併され、南海山手線の停留場となる[3]。
- 1944年（昭和19年）5月1日：戦時買収により国有化され、運輸通信省（国鉄）阪和線所属となる[1][3]。同時に駅に昇格[1]。
- 1984年（昭和59年）2月1日：荷物扱い廃止[1]。
- 1987年（昭和62年）4月1日：国鉄分割民営化により、西日本旅客鉄道（JR西日本）の駅となる[1][3]。
- 1992年（平成4年）11月1日：みどりの窓口営業開始。
- 1993年（平成5年）7月1日：阪和線運行管理システム（初代）導入。
- 1998年（平成10年）5月27日：自動改札機を設置し、供用開始[4]。
- 2003年（平成15年）11月1日：ICカード「ICOCA」の利用が可能となる[5]。
- 2013年（平成25年）9月28日：阪和線運行管理システムを2代目のものに更新。
- 2015年（平成27年）
  - 3月8日：みどりの窓口の営業を終了。
  - 3月9日：みどりの券売機プラスが稼働。
- 2018年（平成30年）3月17日：駅ナンバリングが導入され、使用を開始する。
- 2020年（令和2年）3月30日：天王寺行きホームの西口が設置され使用開始。これに伴い、従来の駅入口は東口となった。

## 駅構造
相対式ホーム2面2線を有する地上駅で、分岐器のない棒線駅の構造であるが、踏切長時間鳴動対策のために駅前後の信号機が絶対信号機に変更されたため、停留所ではない。有効長は6両編成分。
2020年3月29日までは和歌山方面行ホーム側のみ駅舎があり反対側の天王寺方面行ホームへは地下道を渡らなければならなかった。その為、天王寺側のホームにはインターホン式の車椅子専用出口があった。
しかし、2020年3月30日より天王寺方面行ホーム側に駅舎が設置された為、階段を昇り降りする必要がなくなったが、現在も地下道は使用可能でホーム間の通り抜けも出来るようになっている。なお、前述の車椅子専用出口はこれをもって閉鎖された。
和泉府中駅が管理し、JR西日本交通サービスが駅業務を受託する業務委託駅である。ICカード「ICOCA」を利用することができる（相互利用可能ICカードはICOCAの項を参照）。

### のりば
| のりば | 路線   | 方向 | 行先                       |
| ------ | ------ | ---- | -------------------------- |
| 1      | 阪和線 | 下り | 熊取・関西空港・和歌山方面 |
| 2      | 阪和線 | 上り | 鳳・天王寺方面             |

## 利用状況
2023年（令和5年）度の一日平均乗車人員は3,429人である。
各年度の1日の平均乗車人員は以下の通りである。
| 年度               | 1日平均 乗車人員 | 出典          |
| ------------------ | ---------------- | ------------- |
| 1988年（昭和63年） | 4,954            | [ 大阪府 1 ]  |
| 1989年（平成元年） | 4,914            | [ 大阪府 1 ]  |
| 1990年（平成02年） | 4,948            | [ 大阪府 2 ]  |
| 1991年（平成03年） | 5,015            | [ 大阪府 3 ]  |
| 1992年（平成04年） | 4,821            | [ 大阪府 4 ]  |
| 1993年（平成05年） | 4,838            | [ 大阪府 5 ]  |
| 1994年（平成06年） | 4,709            | [ 大阪府 6 ]  |
| 1995年（平成07年） | 4,593            | [ 大阪府 7 ]  |
| 1996年（平成08年） | 4,456            | [ 大阪府 8 ]  |
| 1997年（平成09年） | 4,257            | [ 大阪府 9 ]  |
| 1998年（平成10年） | 4,127            | [ 大阪府 10 ] |
| 1999年（平成11年） | 3,982            | [ 大阪府 11 ] |
| 2000年（平成12年） | 3,860            | [ 大阪府 12 ] |
| 2001年（平成13年） | 3,772            | [ 大阪府 13 ] |
| 2002年（平成14年） | 3,718            | [ 大阪府 14 ] |
| 2003年（平成15年） | 3,754            | [ 大阪府 15 ] |
| 2004年（平成16年） | 3,770            | [ 大阪府 16 ] |
| 2005年（平成17年） | 3,786            | [ 大阪府 17 ] |
| 2006年（平成18年） | 3,828            | [ 大阪府 18 ] |
| 2007年（平成19年） | 3,822            | [ 大阪府 19 ] |
| 2008年（平成20年） | 3,770            | [ 大阪府 20 ] |
| 2009年（平成21年） | 3,709            | [ 大阪府 21 ] |
| 2010年（平成22年） | 3,837            | [ 大阪府 22 ] |
| 2011年（平成23年） | 3,899            | [ 大阪府 23 ] |
| 2012年（平成24年） | 3,857            | [ 大阪府 24 ] |
| 2013年（平成25年） | 3,982            | [ 大阪府 25 ] |
| 2014年（平成26年） | 3,895            | [ 大阪府 26 ] |
| 2015年（平成27年） | 3,919            | [ 大阪府 27 ] |
| 2016年（平成28年） | 3,922            | [ 大阪府 28 ] |
| 2017年（平成29年） | 3,937            | [ 大阪府 29 ] |
| 2018年（平成30年） | 4,014            | [ 大阪府 30 ] |
| 2019年（令和元年） | 3,930            | [ 大阪府 31 ] |
| 2020年（令和02年） | 3,068            | [ 大阪府 32 ] |
| 2021年（令和03年） | 3,120            | [ 大阪府 33 ] |
| 2022年（令和04年） | 3,393            | [ 大阪府 34 ] |
| 2023年（令和05年） | 3,429            | [ 大阪府 35 ] |

## 駅周辺

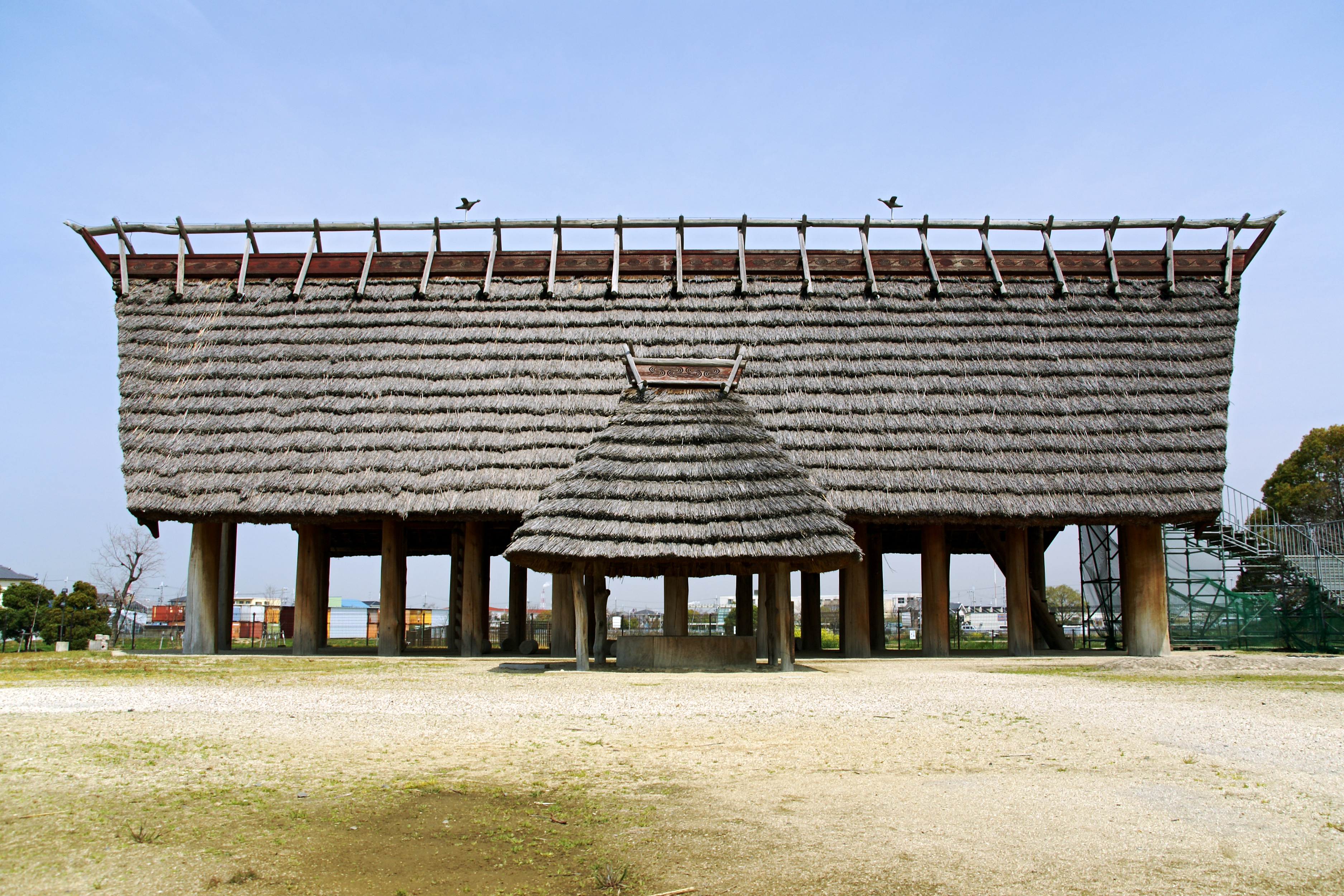
池上・曽根遺跡
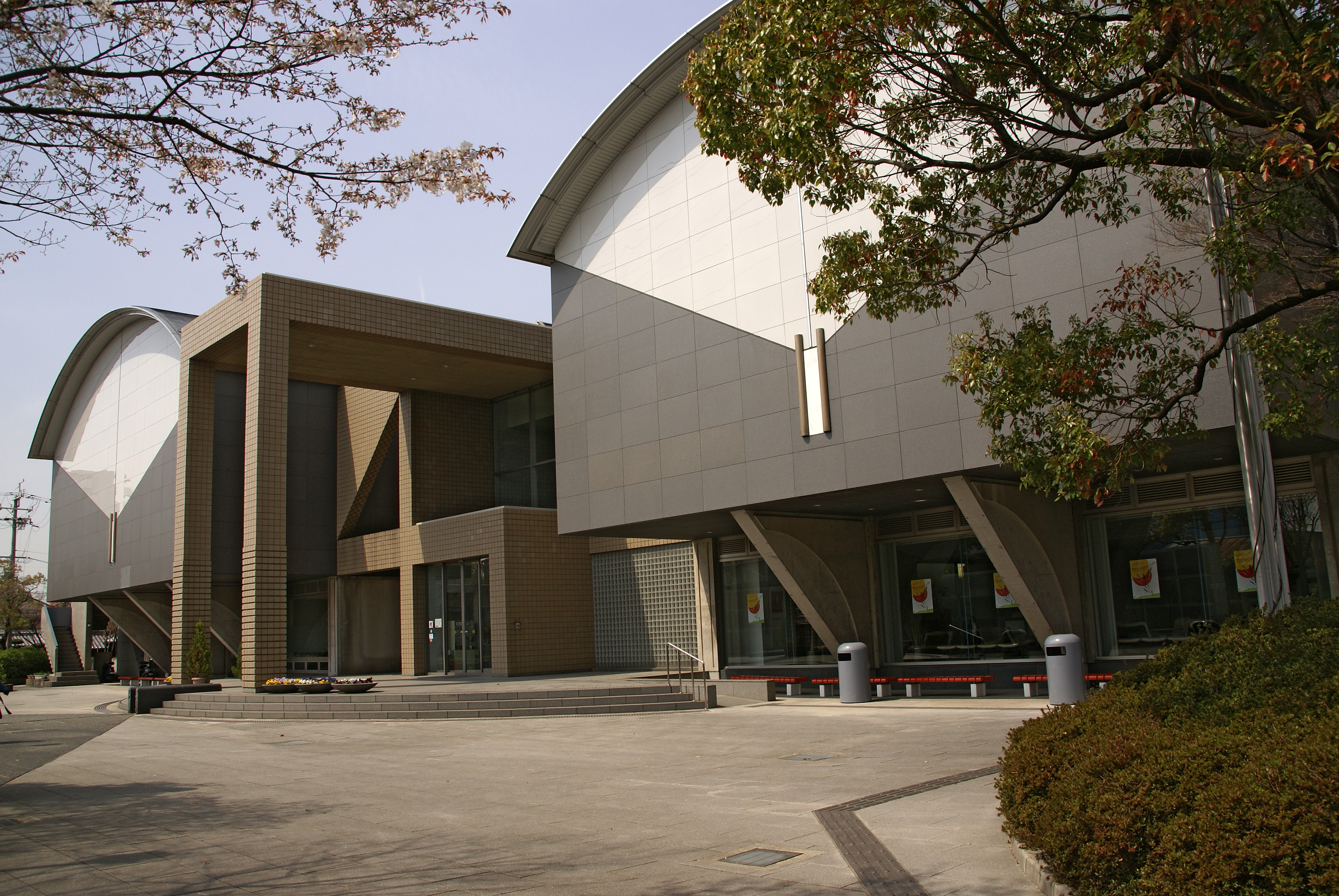
大阪府立弥生文化博物館
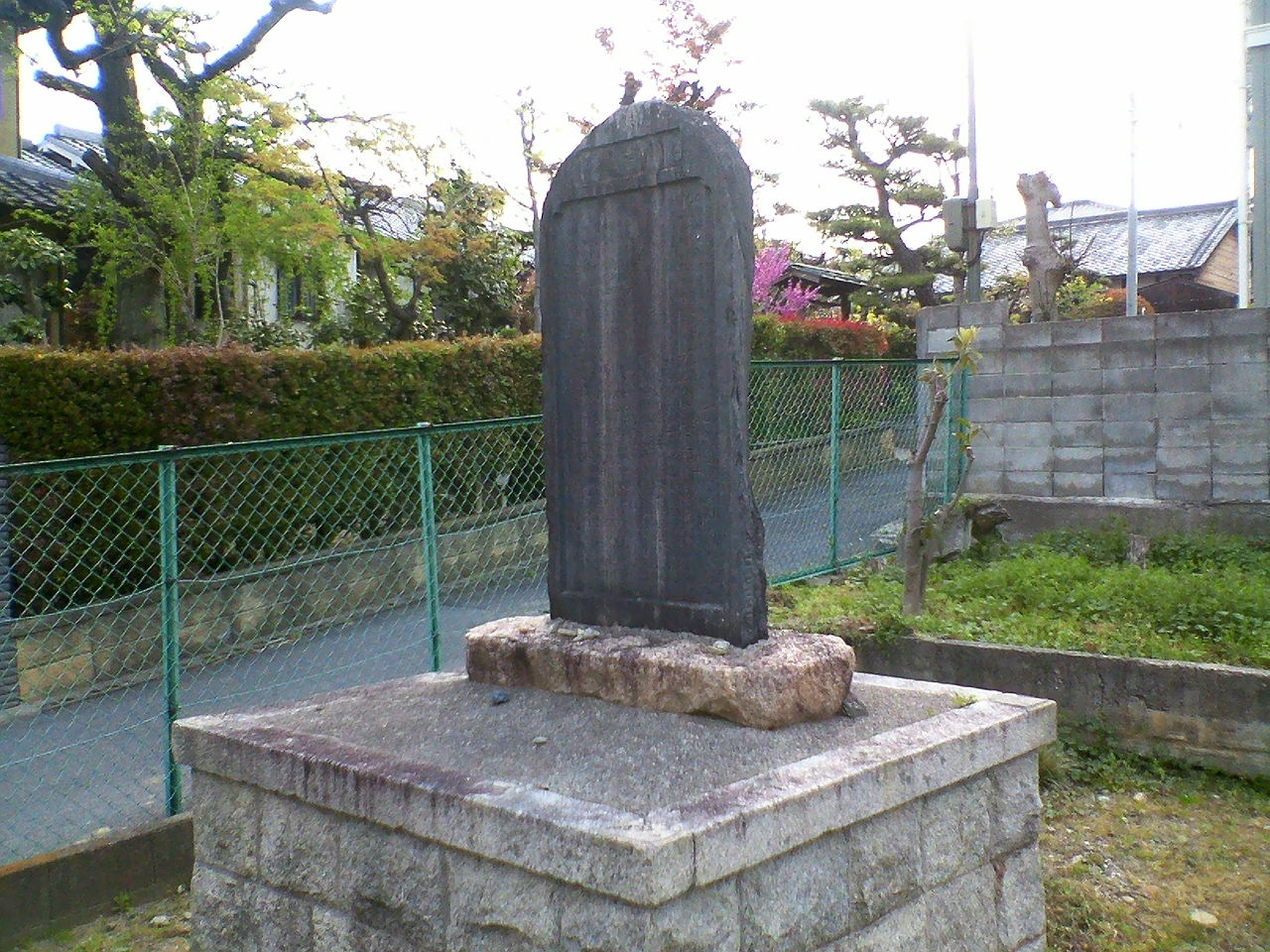
伯太営址碑

- 陸上自衛隊（中部方面隊第3師団）信太山駐屯地
- 伯太陣屋跡
- 丸笠山古墳
- 信太山青少年野外活動センター
- 和泉市消防署北出張所
- 大阪府立和泉総合高等学校
- 大阪府立伯太高等学校
- 大阪府立和泉支援学校
- 和泉市立伯太小学校
- 和泉市立黒鳥小学校
- 和泉市立池上小学校
- 和泉市立幸小学校
- 泉大津市立条東小学校
- 信太山新地
- スーパー玉出信太山店
- ドン・キホーテ 和泉店
- コーナン泉大津店
- 日本郵便 和泉池上郵便局
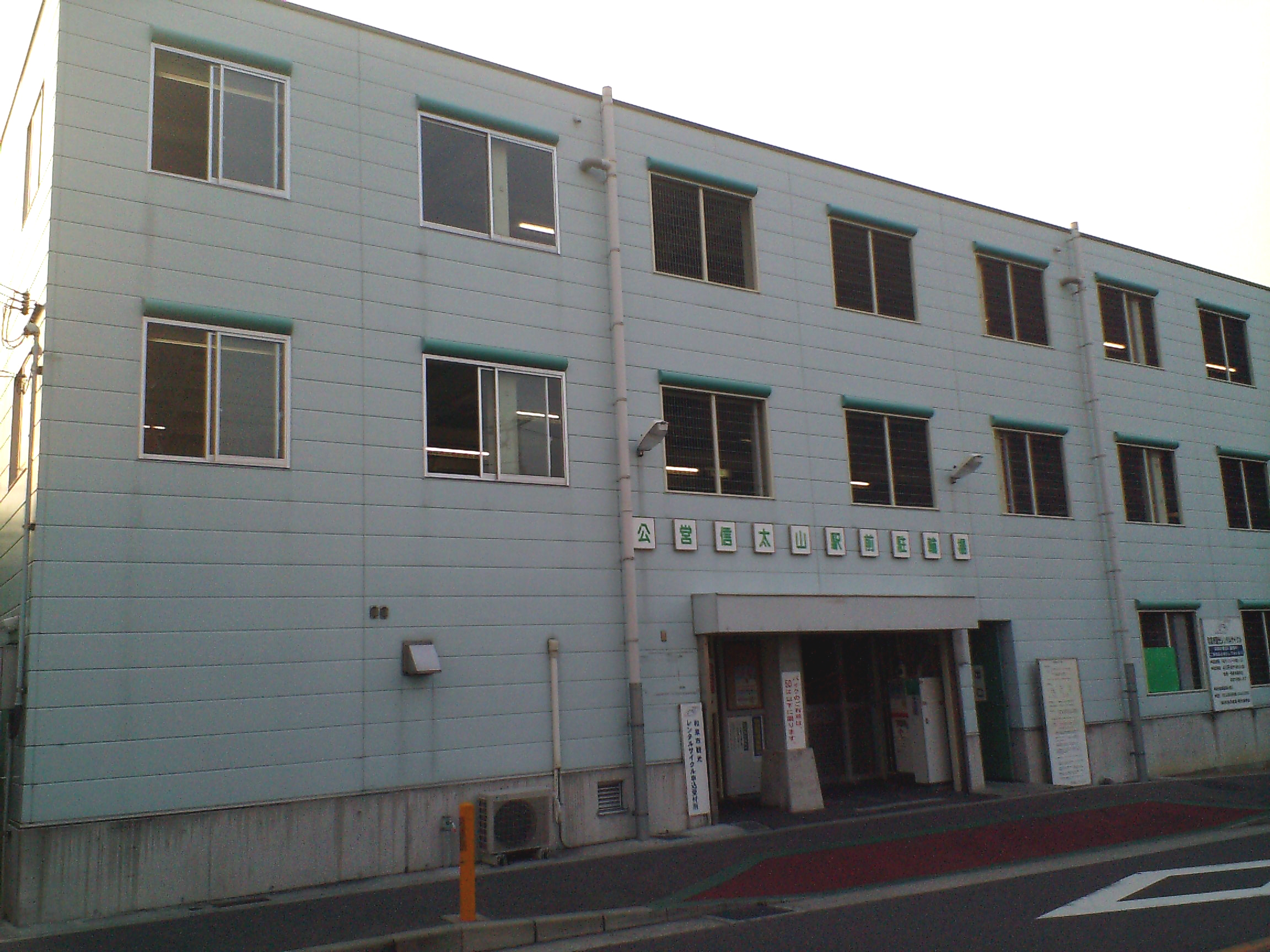
公営信太山駅前駐輪場
- 大阪信用金庫 信太支店
  - 和泉市観光レンタサイクル

- 池上・曽根遺跡
- 大阪府立弥生文化博物館
- 伯太営址碑
- 公営信太山駅前駐輪場

## 隣の駅
西日本旅客鉄道（JR西日本）
 阪和線
■関空快速・■紀州路快速・■快速・■直通快速
通過
■区間快速・■普通
北信太駅 (JR-R35) - 信太山駅 (JR-R36) - 和泉府中駅 (JR-R37)

### 記事本文

### 利用状況
1. ↑  大阪府統計年鑑 - 大阪府

大阪府統計年鑑
1. 1 2  大阪府統計年鑑（平成2年） (PDF)
2. ↑  大阪府統計年鑑（平成3年） (PDF)
3. ↑  大阪府統計年鑑（平成4年） (PDF)
4. ↑  大阪府統計年鑑（平成5年） (PDF)
5. ↑  大阪府統計年鑑（平成6年） (PDF)
6. ↑  大阪府統計年鑑（平成7年） (PDF)
7. ↑  大阪府統計年鑑（平成8年） (PDF)
8. ↑  大阪府統計年鑑（平成9年） (PDF)
9. ↑  大阪府統計年鑑（平成10年） (PDF)
10. ↑  大阪府統計年鑑（平成11年） (PDF)
11. ↑  大阪府統計年鑑（平成12年） (PDF)
12. ↑  大阪府統計年鑑（平成13年） (PDF)
13. ↑  大阪府統計年鑑（平成14年） (PDF)
14. ↑  大阪府統計年鑑（平成15年） (PDF)
15. ↑  大阪府統計年鑑（平成16年） (PDF)
16. ↑  大阪府統計年鑑（平成17年） (PDF)
17. ↑  大阪府統計年鑑（平成18年） (PDF)
18. ↑  大阪府統計年鑑（平成19年） (PDF)
19. ↑  大阪府統計年鑑（平成20年） (PDF)
20. ↑  大阪府統計年鑑（平成21年） (PDF)
21. ↑  大阪府統計年鑑（平成22年） (PDF)
22. ↑  大阪府統計年鑑（平成23年） (PDF)
23. ↑  大阪府統計年鑑（平成24年） (PDF)
24. ↑  大阪府統計年鑑（平成25年） (PDF)
25. ↑  大阪府統計年鑑（平成26年） (PDF)
26. ↑  大阪府統計年鑑（平成27年） (PDF)
27. ↑  大阪府統計年鑑（平成28年） (PDF)
28. ↑  大阪府統計年鑑（平成29年） (PDF)
29. ↑  大阪府統計年鑑（平成30年） (PDF)
30. ↑  大阪府統計年鑑（令和元年） (PDF)
31. ↑  大阪府統計年鑑（令和2年） (PDF)
32. ↑  大阪府統計年鑑（令和3年） (PDF)
33. ↑  大阪府統計年鑑（令和4年） (PDF)
34. ↑  大阪府統計年鑑（令和5年） (PDF)
35. ↑  大阪府統計年鑑（令和6年） (PDF)